# Fatin Shidqia
Fatin Shidqia Lubis (Jacarta, Indonésia, 30 de julho de 1996) é uma cantora indonésia. Conhecida por ter vencido a primeira temporada da versão indonésia de The X Factor em maio de 2013.
A cantora já recebeu vários prêmios nacionais e internacionais. Nacionalmente, destaca-se os 5 prêmios Anugerah Musik Indonesia, um dos maiores prêmios de música da Indonésia. No cenário internacional, já recebeu prêmio de World Music Awards na categoria de melhor artista feminina indonésia em 2014 e, em 2016, o prêmio DAMA BAMA Music Awards na Alemanha como o melhor novo ato feminino asiático.

## World Music Awards
The World Music Awards é uma premiação anual, criada em 1989 por Albert II, príncipe de Mônaco, tendo sede em Monte Carlo. Fatin foi indicada em quatro categorias, sendo vencedora na categoria de melhor artista feminina indonésia.
| Ano  | Nome          | Prêmio                                          |          |
| ---- | ------------- | ----------------------------------------------- | -------- |
| 2014 | Fatin Shidqia | World's Best Female Artist                      | Indicado |
| 2014 | Fatin Shidqia | World's Best Live Act                           | Indicado |
| 2014 | Fatin Shidqia | World's Best Entertainer of the Year            | Indicado |
| 2014 | Fatin Shidqia | World's Best Indonesian Female Artist (votação) | Venceu   |

## Discografia
Single
- Aku Memilih Setia
- Kekasih Mu